# Revue du MAUSS
Cet article possède des paronymes, voir Maus et Mauss.
La Revue du MAUSS (Mouvement Anti-Utilitariste en Sciences Sociales) est une revue interdisciplinaire fondée en 1981, entre autres par Alain Caillé. 

## Caractéristiques
Cette revue aborde des sujets en sciences économiques, anthropologie, sociologie et philosophie politique. Son nom est à la fois un acronyme et un hommage au célèbre anthropologue Marcel Mauss.
« Anti-utilitariste », elle critique l'économisme dans les sciences sociales et le rationalisme instrumental en philosophie morale et politique. Elle veut susciter et promouvoir le tiers paradigme, complétant (ou remplaçant) le holisme et l'individualisme méthodologique.
Parmi les revendications principales de ce mouvement figure l'allocation universelle.

## Quelques contributeurs

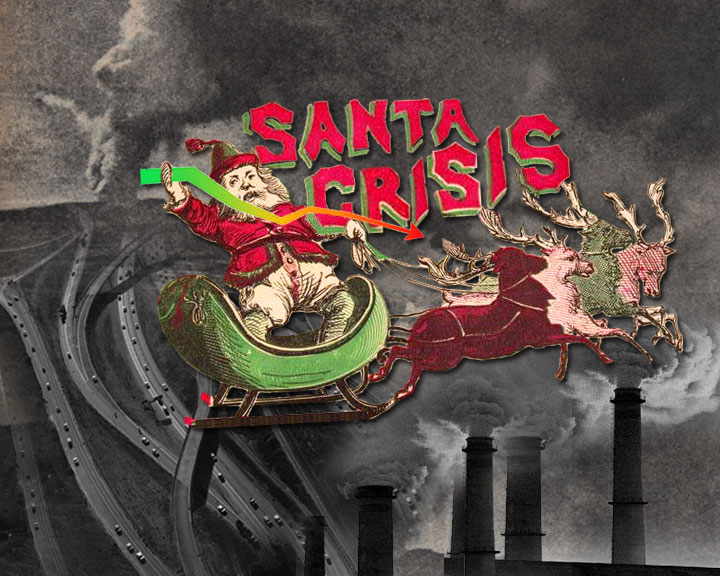
Santa Crisis : composition allégorique par Little Shiva et Paul Jorion sur la crise financière mondiale de 2007-2008 (2009).

- Paul Ariès
- Geneviève Azam
- Gerald Berthoud
- Alain Caillé
- Philippe Chanial
- Jacques Dewitte
- Mary Douglas
- Denis Duclos
- Jean-Pierre Dupuy
- Michel Freitag
- Marcel Gauchet
- David Graeber
- Philippe d'Iribarne
- Paul Jorion
- Stephen Kalberg
- Serge Latouche
- Christian Laval
- David Le Breton
- Louis Maitrier
- Jean-Claude Michéa
- Thierry Paquot
- Lucien Scubla
- Camille Tarot
- Frédéric Vandenberghe
- Raoul Vaneigem
- Jean-Pierre Voyer
- Jacques T. Godbout

## Galerie

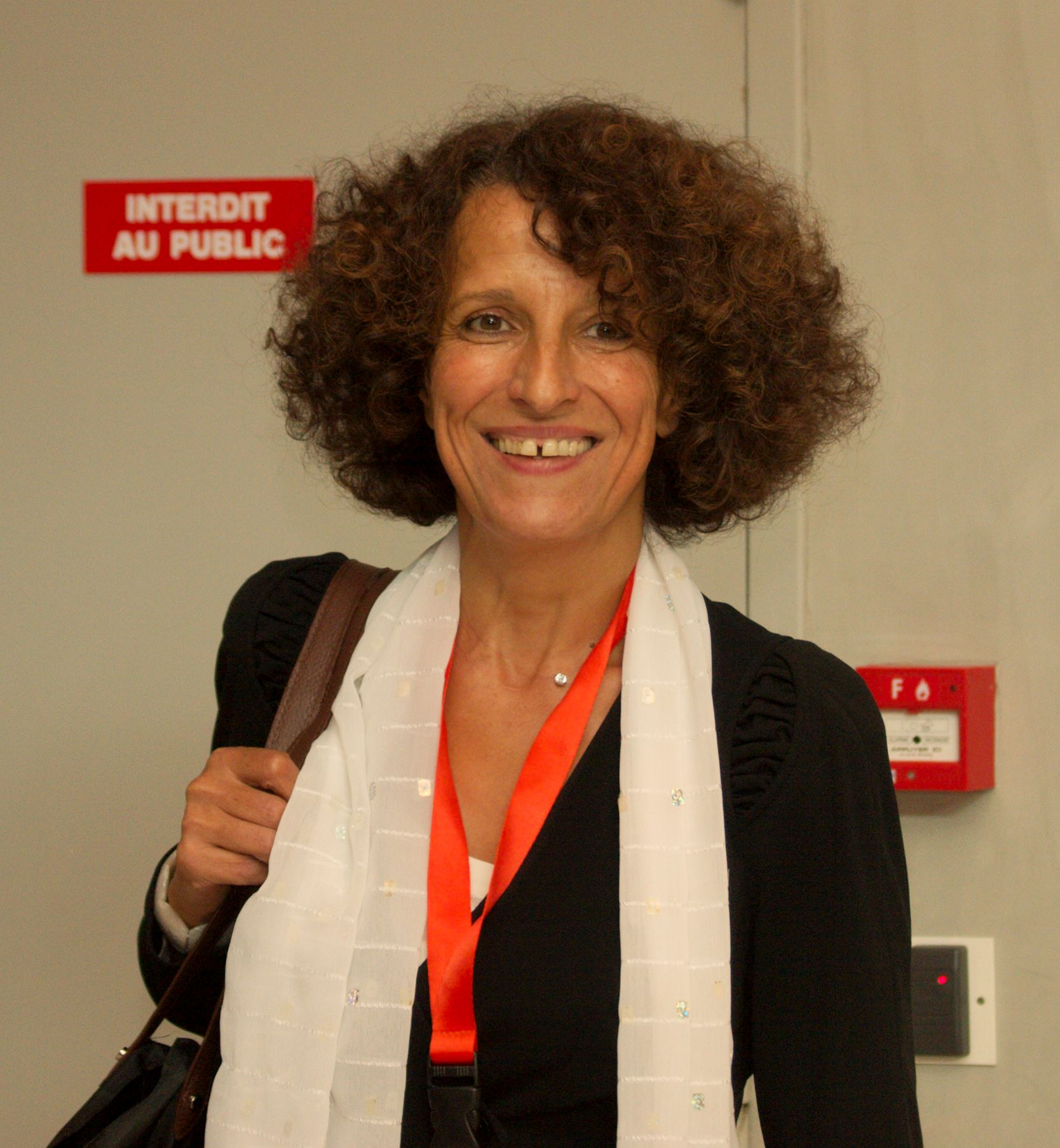
Geneviève Azam, au forum Libération en 2008.
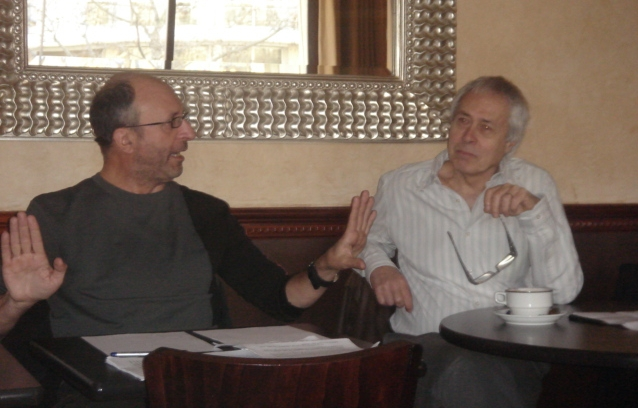
J-C. Michéa et A. Caillé, réunion du MAUSS, 2008.
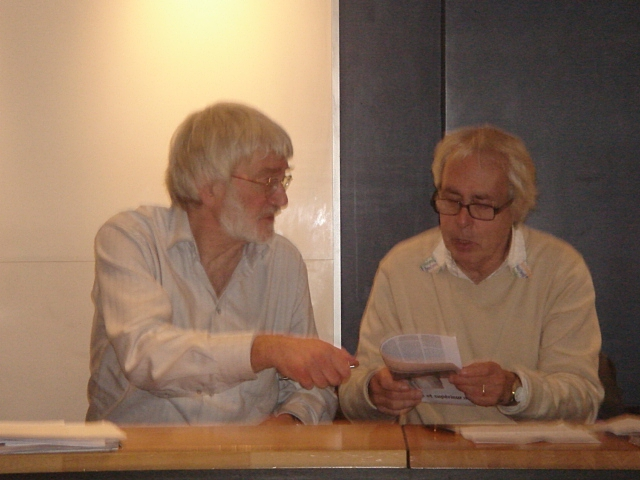
J. Dewitte et A. Caillé, réunion du MAUSS, 2008.
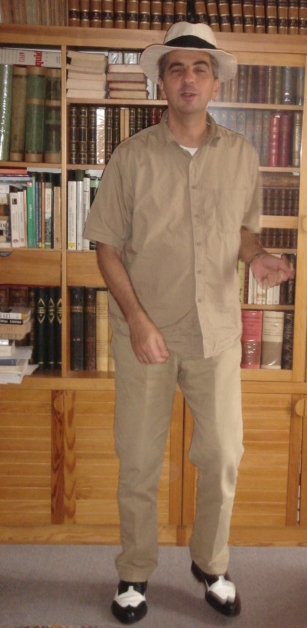
Louis Maitrier, réunion du MAUSS, 2008.
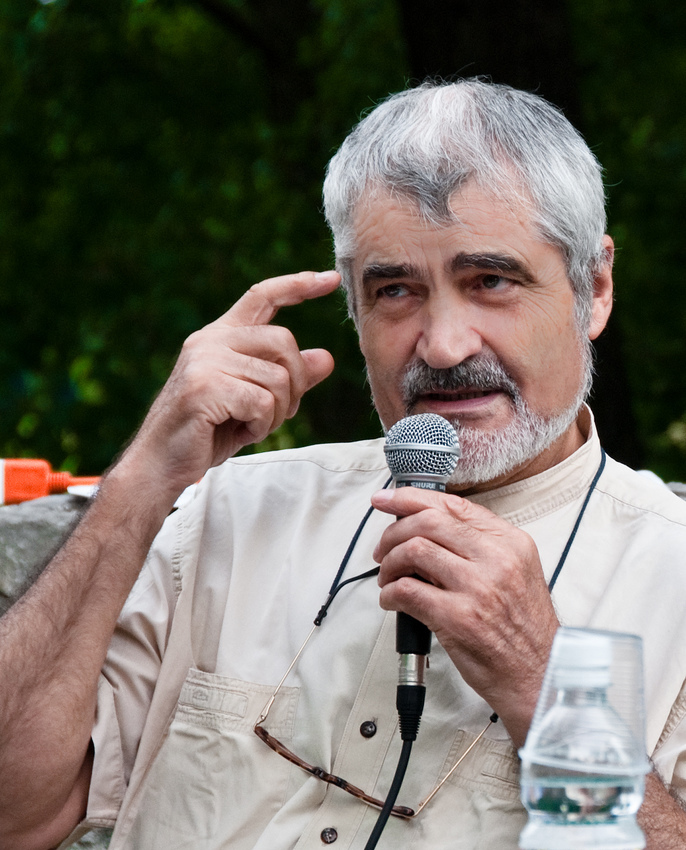
Serge Latouche (2011).